# Monardia crassicornis
Monardia crassicornis är en tvåvingeart som beskrevs av Boris Mamaev 1963. Monardia crassicornis ingår i släktet Monardia och familjen gallmyggor.
Artens utbredningsområde är Uzbekistan. Inga underarter finns listade i Catalogue of Life.